# Willy Roegiers
Willy Albert Omer Elisabeth Roegiers (Oosteeklo, 27 mei 1916 - 12 januari 2004) was de laatste burgemeester van de voormalige gemeente Oosteeklo, dat nu een deelgemeente is van Assenede.
Hij stamde uit een familie van brouwers: zowel zijn overgrootvader Angelus, zijn grootvader Raymond en zijn vader Herman waren brouwers en eveneens burgemeesters van Oosteeklo.
In 1959 werd hij burgemeester van Oosteeklo nadat zijn lijst Christelijke Volksbelangen zes van de negen zetels in de gemeenteraad behaalde. Hij behield het mandaat tot de fusie van Oosteeklo samen met Bassevelde, Assenede en Boekhoute in 1976.
Hij trad in 1938 in het huwelijk met Germaine Bonte (1914-2006) en samen kregen ze 2 kinderen.